# PKP-Baureihe SN61
Die Baureihe SN61 waren Triebwagen der Polnischen Staatsbahn PKP aus ungarischer Produktion für den Schnell- und Eilzugverkehr auf nicht elektrifizierten Haupt- und Nebenstrecken. Die Fahrzeuge besaßen eine dieselmechanische Antriebsanlage ähnlich der MÁV-Bauart Hargita, die seit 1954 in verschiedenen osteuropäischen Staaten eingesetzt wurden.
Von der Serie wurden 250 Exemplare hergestellt, die bis Anfang der 1990er Jahre eingesetzt und danach ausgemustert wurden. Vier Fahrzeuge sind erhalten geblieben; der SN61-168 im Eisenbahnmuseum Chabówka, der SN61-183 in Stettin und die SN61-86 und 549  im Eisenbahnmuseum Kościerzyna (Skansen Parowozownia Kościerzyna).

## Geschichte
Die Triebwagen wurden zwischen 1960 und 1975 von Ganz-MAVAG und Magyar Vagon- és Gépgyár als schwere Schlepptriebwagen gebaut. Sie waren mit Vielfachsteuerung ausgerüstet. Je nach Streckenprofil konnten mit ihnen Züge mit den Konfigurationen ein Triebwagen und maximal drei Beiwagen, zwei Triebwagen und maximal vier Beiwagen oder drei Triebwagen und maximal sechs Beiwagen von einem Führerstand aus gesteuert werden. Vorgesehen war, Züge auf Hauptbahnen mit einem Haltestellenabstand von 5 km zu befördern.
Die bei Ganz-MAVAG gebauten Fahrzeuge wurden als SN61-01–70, 130–200 und 500–549 bezeichnet, die bei MVG produzierten Fahrzeuge erhielten die Nummern SN61-071–130. Sie waren die Weiterentwicklung der PKP-Baureihe SN52. Die Fahrzeuge waren mit einer Tankfüllung in der Lage, Entfernungen bis 800 km zu bewältigen und stark genug, die erforderlichen Zugkonfigurationen zu befördern.
Die Nachteile der Triebwagen waren eine ungünstige Raumausnutzung und ein relativ hoher Geräuschpegel durch den Dieselmotor im Fahrgastraum. Anfangs wurden sie auf Expresszugrelationen, später in Ballungsgebieten wie Danzig oder Stettin eingesetzt.
Anfang der 1990er Jahre wurden sie zunehmend aus dem Betrieb genommen. Nach vermehrtem Einsatz auf Nebenstrecken fiel die Entscheidung, auch dort mehr lokbespannte Reisezüge einzusetzen. Es sind vier Fahrzeuge, z. T. fahrfähig, erhalten geblieben.

## Technische Merkmale

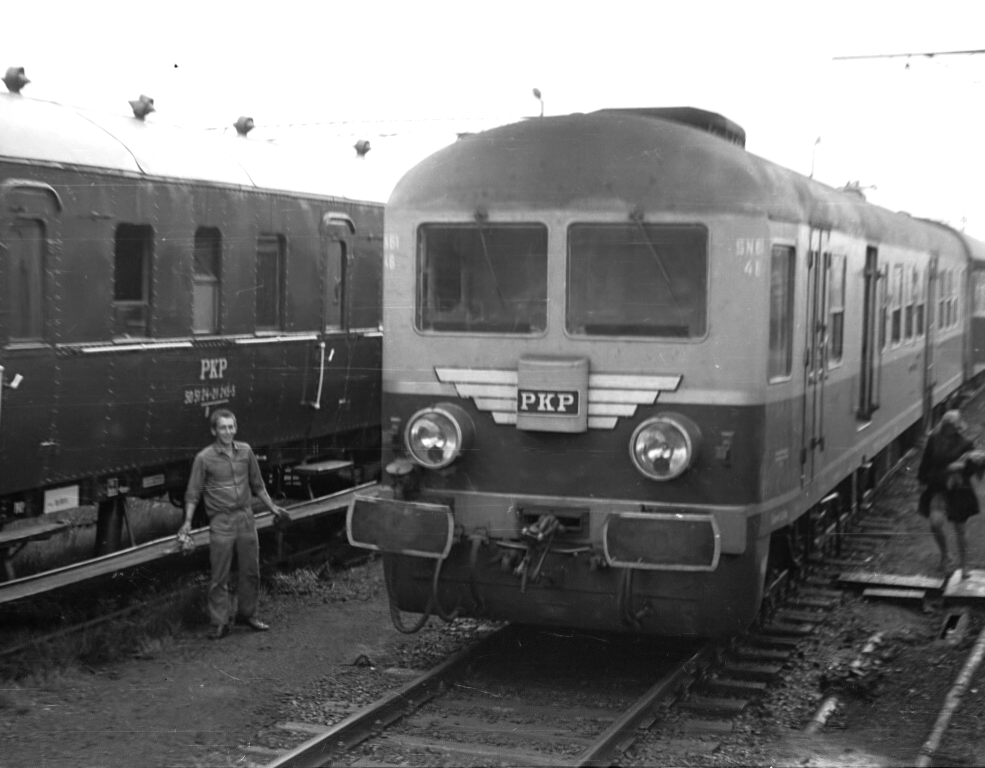
SN61-41 im Bahnhof von Jelenia Góra (1972)

Die Triebwagen wurden mit einer Einmaschinenanlage in Wagenbauweise ohne Übergänge gestaltet. An beiden Fahrzeugenden waren die Führerstände. Anschließend an einen befand sich der Maschinenraum, diesem folgte der Gepäckraum, der pro Seite zwei Klapptüren zur Aufnahme des Ladegutes hatte. Nach dem Gepäckraum lagen die beiden Fahrgasträume Raucher/Nichtraucher, die durch den mittleren Einstiegsraum mit Doppelflügeltür getrennt waren. Beheizt wurden die Fahrgasträume mit dem Warmwasser des Antriebsmotors, außerdem konnte das Heizsystem des Heizkessels Bauart Clayton, der hauptsächlich für die Beheizung der Beiwagen mit Dampf gedacht war, verwendet werden. Zwischen dem Fahrgastabteil und dem zweiten Führerstand befand sich eine Toilette und der Heizraum des Wagens.
Angetrieben wurde der Triebwagen ursprünglich von einem Zwölfzylinder-Viertakt-Dieselmotor Bauart Ganz-Jendrassik, ab der Betriebsnummer 500 wurde ein Motor gleicher Größe von Henschel verwendet. Gestartet wurde der Motor von zwei elektrischen Anlassern. Die weitere Kraftübertragung geschah über ein mechanisches Fünfgang-Getriebe auf das Triebdrehgestell. Die Wagen besaßen eine Indirekten Bremse Bauart Hildebrand-Knorr.